# Curtis Henderson
Curtis Henderson (28 września 1926 – 25 czerwca 2009) – był pionierem w praktyce krioniki. 

## Życie prywatne
Henderson skończył Pennsylvania Military College (obecnie Widener University) i wydział prawny Temple University. W Nowym Jorku zdał egzamin na ławnika (bar exam). Przez 10 lat pracował jako adwokat (claims adjuster) dla firmy ubezpieczeń samochodowych Hardware Mutuals, a następnie dla The Hartford.
Henderson miał trzech synów z dwiema żonami. Jednemu z synów nadał imię "Rob", na cześć Roberta Ettingera. Obie żony Hendersona rozwiodły się z nim głównie z powodu jego aktywności w dziedzinie krioniki. Zdecydowana wrogość w stosunku do krioniki przejawiana przez drugą żonę Hendersona zainspirowała Mike'a Darwina do przestudiowania innych podobnych przypadków, gdzie "wrogie żony lub dziewczyny zapobiegły, zmniejszyły lub zakończyły udział ich męskiego partnera w krionice" ("hostile spouses or girlfriends have prevented, reduced or reversed the involvement of their male partner in cryonics.").
Henderson zmarł 25 czerwca 2009 i został poddany krioprezerwacji w Cryonics Institute.

## Aktywność w organizacjach
Pierwsza związana z krioniką organizacja w Nowym Jorku była oddziałem Life Extension Society (LES) założonej przez Evana Coopera z siedzibą w Waszyngtonie. James Sutton, koordynator LES w Nowym Jorku, i inni członkowie postanowili założyć nową organizację, kiedy Cooper odmówił podania im adresów nowojorczyków, którzy się z nim skontaktowali. W sierpniu 1965 Sutton zorganizował spotkanie, w którym udział wzięli Curtis Henderson, Saul Kent oraz projektant Karl Werner. To na tym spotkaniu Karl Werner ukuł termin "cryonics" (krionika), i nowa organizacja została nazwana Cryonics Society of New York (CSNY) (Nowojorskie Stowarzyszenie Krioniczne). Henderson został wkrótce prezesem.
Curtis Henderson i Saul Kent spędzili październik 1966 jeżdżąc po Stanach Zjednoczonych i pomagając scementować powstający ruch krioniczny. Na spotkaniu 2 października 1966 w Oak Park, Michigan powstało Cryonics Society of Michigan, którego prezesem został Robert Ettinger. 14 października byli na spotkaniu w Woodland Hills w Kalifornii, na którym doszło do powstania Cryonics Society of California (CSC), z Robertem Nelsonem jako prezesem. (Już w styczniu 1967 CSC poddało krioprezerwacji pierwszego człowieka, dr Jamesa Bedforda.) 
2 marca 1968 CSNY zorganizowało pierwszą doroczną konferencję krioniczną w New York Academy of Sciences, z ponad setką uczestników. W lipcu 1968 CSNY poddało krioprezerwacji swojego pierwszego pacjenta, Stevena Mandella.
W 1969 została stworzona korporacja Cryo-Span, mająca specjalizować się w technicznych i biznesowych aspektach krioprezerwacji, w przeciwieństwie do edukacyjnych i administracyjnych czynności CSNY. Curtis Henderson, Saul Kent i Paul Segall byli dyrektorami Cryo-Span, ale praktycznie Curtis Henderson odpowiadał za utrzymywanie pacjentów w ciekłym azocie. W 1974 the ministerstwo zdrowia stanu Nowy Jork poinformowało Hendersona, że praktyki krioniczne łamią prawo i ich kontynuacja będzie obłożona karą $1,000 dziennie. Ciała trojga pacjentów CSNY zostały zwrócone rodzinie. 
Henderson był niezwykłym pionierem, bo był całkowicie szczery co do ograniczeń krioniki. Ostrzegał swoich współczesnych aforyzmami, np. że "Nie ma czegoś takiego jak dobre samopoczucie w krionice" ("There is no such thing as feelgood cryonics"), tzn. optymizm i wiara w technologie przyszłości nigdy nie powinny powodować zaniechania czy odejścia od wyzwań stawianych przez obecną niedoskonałą technologię i procedury. Po przykrych osobistych doświadczeniach stał się przeciwnikiem opłacania krioprezerwacji przez osoby trzecie, mając na myśli (obecnie nie stosowane) akceptowanie pacjentów, których przechowywanie opłacać miało rodzeństwo, dzieci czy małżonek zmarłego. Takie osoby mogły obiecywać płatność w ratach, jednak niemal zawsze przestawały płacić po dość krótkim czasie, pozostawiając organizację krioniczną z dylematem, za co dalej utrzymywać pacjenta w kriostazie.
Curtis Henderson był aktywnym działaczem na rzecz krioniki jako członek Alcor Life Extension Foundation, CryoCare Foundation, a pod koniec życia także Cryonics Institute.